# Dolany (okres Kladno)
Obec Dolany se nachází v okrese Kladno, kraj Středočeský, přibližně 5 km jihovýchodně od statutárního města Kladna, 3,5 km ssv. od města Unhoště a necelých 20 km zsz. od centra hlavního města Prahy. Žije zde 286 obyvatel.

## Historie
První písemná zmínka o obci (villam Dolanky) pochází z roku 1384. Název, znamenající „obyvatelé údolí“, odkazuje na polohu obce v mělkém údolí Dolanského potoka (níže po proudu známějšího pod jménem Zákolanský). V nejstarších pramenech, až do 16. století, vesnice figuruje pod zdrobnělým tvarem Dolánky; nynější podoba jména, uváděná od roku 1656 (Dorf Dolan), je tak vzácným dokladem návratu k základnímu tvaru jména, snad v souvislosti s nárůstem sídla. V roce 2016 zde žilo 281 obyvatel.

### Územněsprávní začlenění
Dějiny územněsprávního začleňování zahrnují období od roku 1850 do současnosti. V chronologickém přehledu je uvedena územně administrativní příslušnost obce v roce, kdy ke změně došlo:
- 1850 země česká, kraj Praha, politický okres Smíchov, soudní okres Unhošť[5]
- 1855 země česká, kraj Praha, soudní okres Unhošť[5]
- 1868 země česká, politický okres Smíchov, soudní okres Unhošť[5]
- 1893 země česká, politický okres Kladno, soudní okres Unhošť[6]
- 1939 země česká, Oberlandrat Kladno, politický okres Kladno, soudní okres Unhošť[7]
- 1942 země česká, Oberlandrat Praha, politický okres Kladno, soudní okres Unhošť[8]
- 1945 země česká, správní okres Kladno, soudní okres Unhošť[9]
- 1949 Pražský kraj, okres Kladno[10]
- 1960 Středočeský kraj, okres Kladno[11]

## Pamětihodnosti
- Kaple na návsi
- Pomník padlým v první světové válce, naproti kapli
- Pomník leteckého neštěstí, u lesíka mezi poli jihozápadně od obce. Při zřícení letounu DC-3 (OK-XDU) Čsl. aerolinií dne 13. února 1947 zahynula tříčlenná posádka.
- Duby v Dolanech, dva památné stromy, duby letní. Jeden se nachází v zahradě čp. 20, druhý za zahradami na západním okraji obce.

## Doprava
- Silniční doprava – Do obce vedou silnice III. třídy. Ve vzdálenosti 1 km vede silnice I/61 exit Makotřasy (dálnice D7) - Kladno - exit Unhošť (dálnice D6). Ve vzdálenosti 1,5 km vede dálnice D6 s exitem 12 (Unhošť).

- Železniční doprava – Železniční trať ani stanice na území obce nejsou. Nejblíže obci je železniční stanice Unhošť ve vzdálenosti 1 km ležící na trati Praha–Rakovník.

- Autobusová doprava – Obcí projížděla v červnu 2011 autobusová linka Kladno-Hřebeč-Dobrovíz-Jeneč (12 spojů tam i zpět) (dopravce ČSAD MHD Kladno, a.s.).[12]

## Galerie

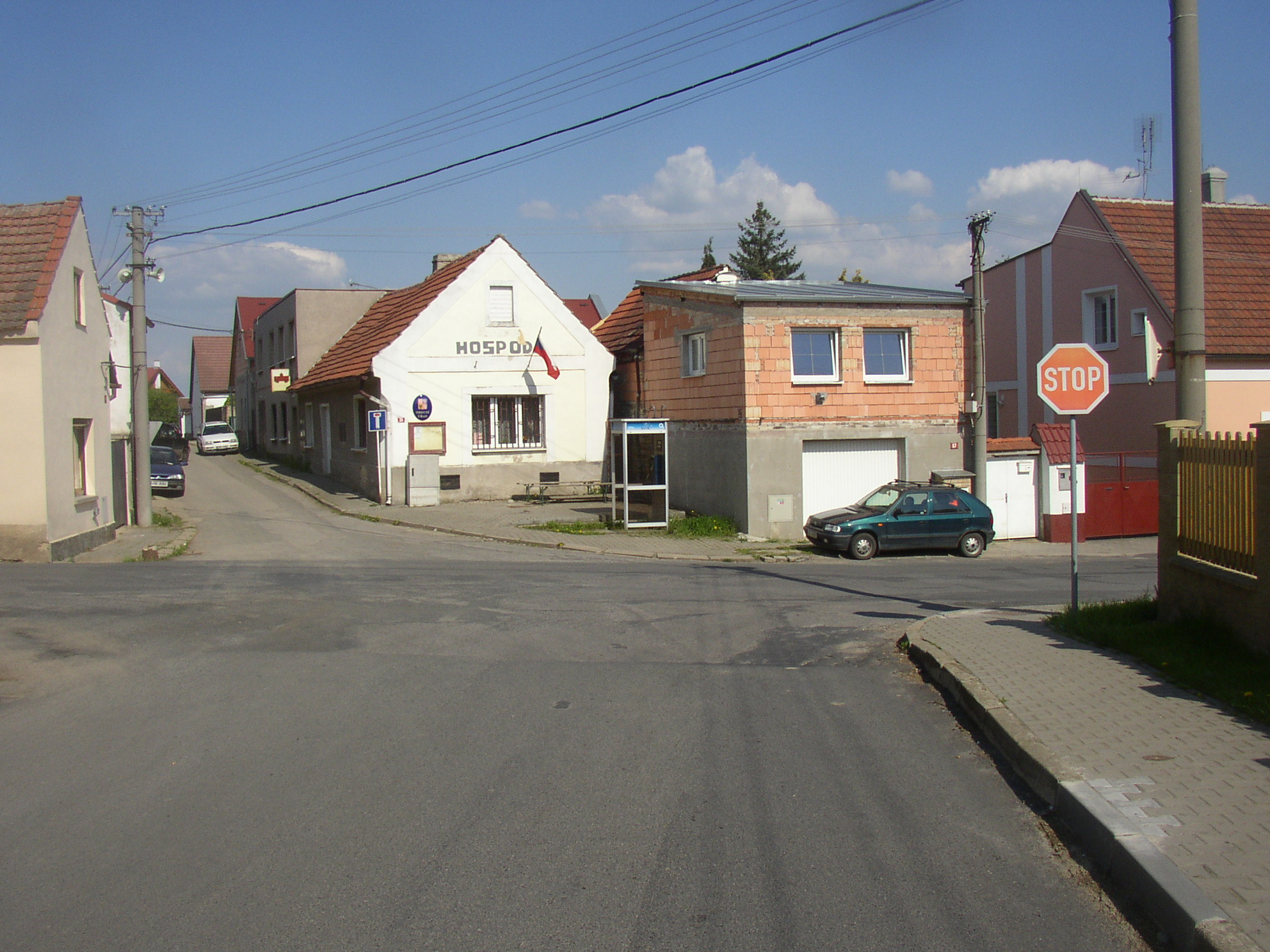
Křižovatka u OÚ a hospody
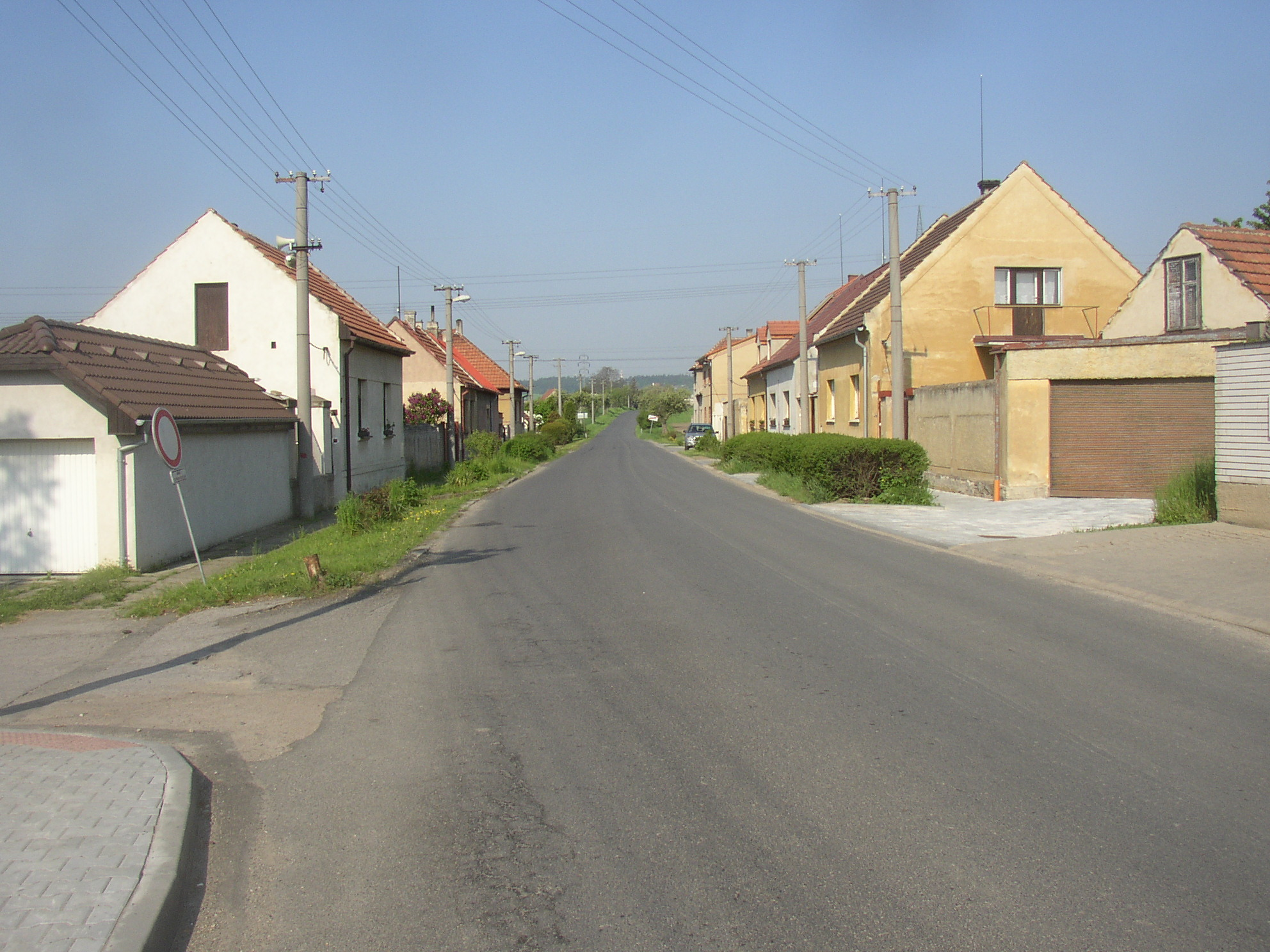
Ulice směrem k Velkému Přítočnu
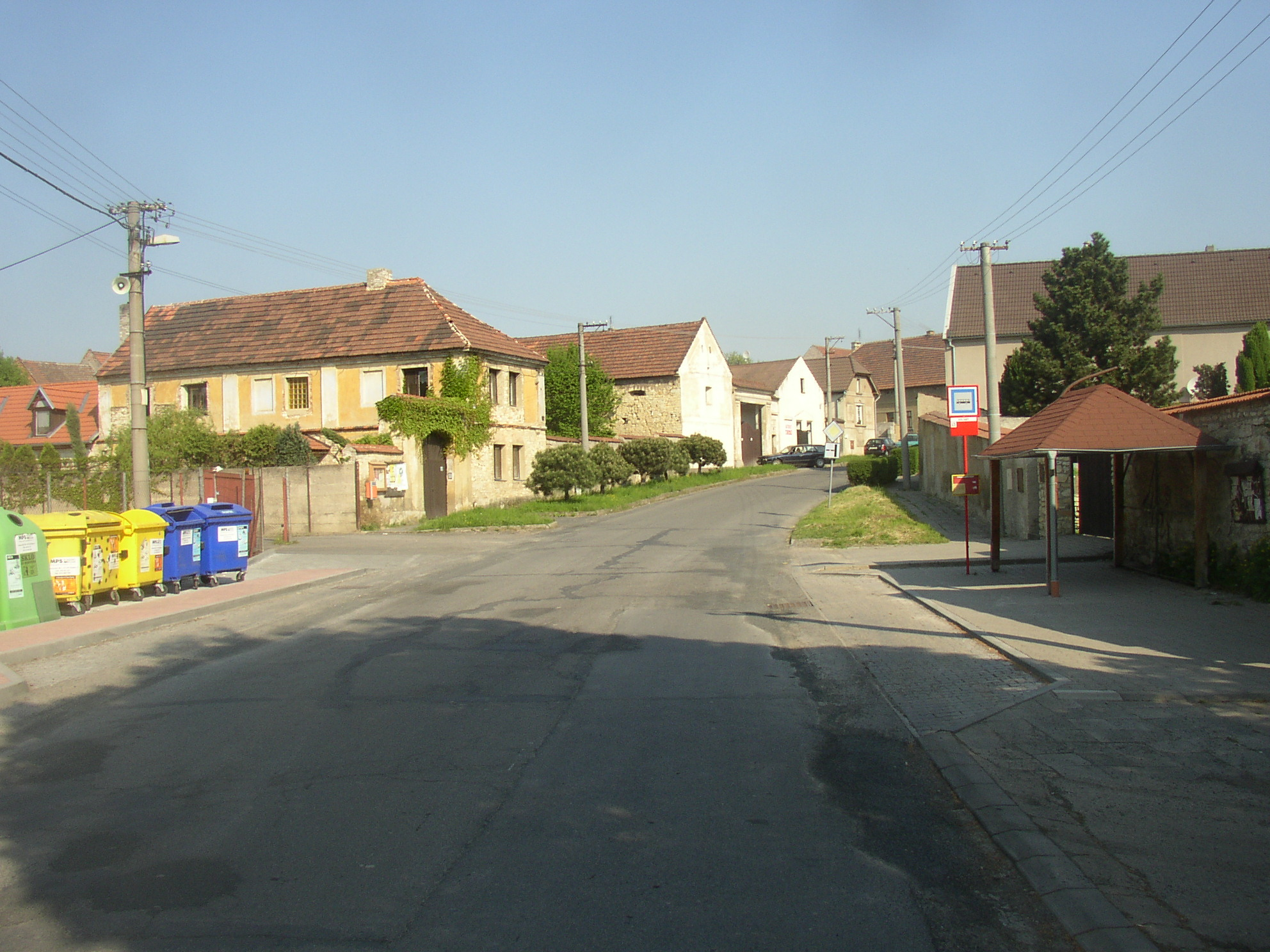
Střed obce s autobusovou zastávkou
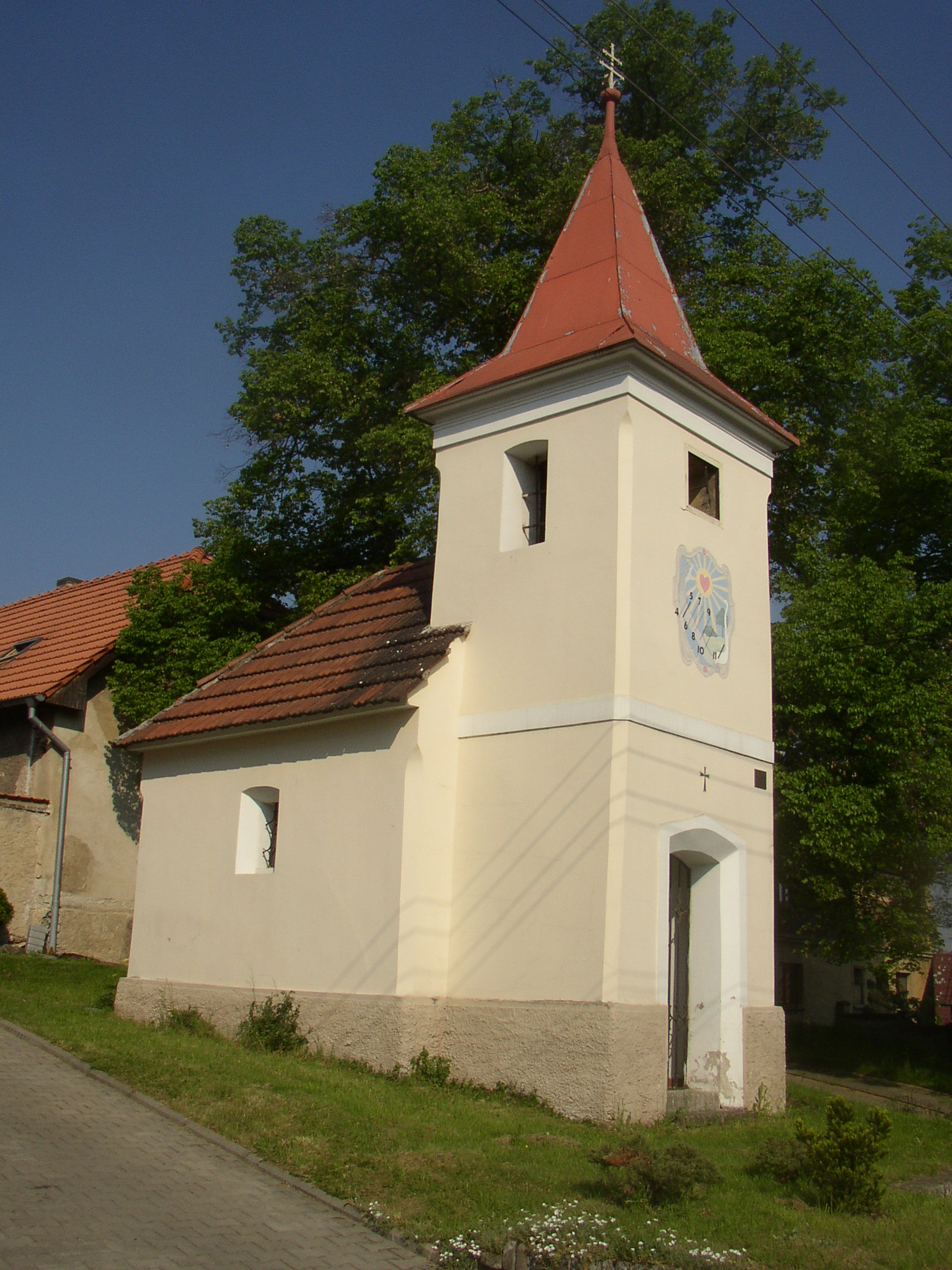
Kaplička v Dolanech
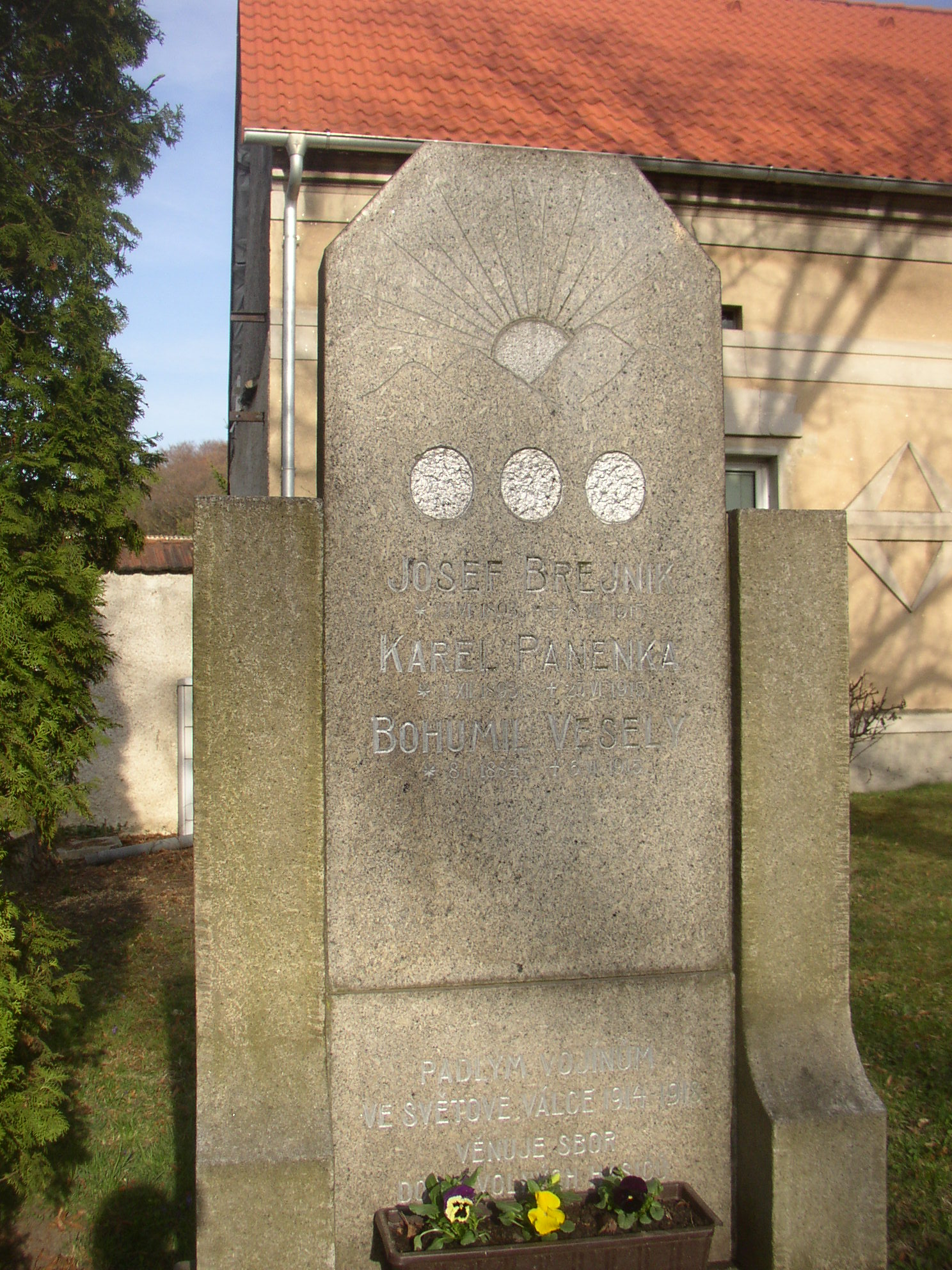
Pomník obětí světové války
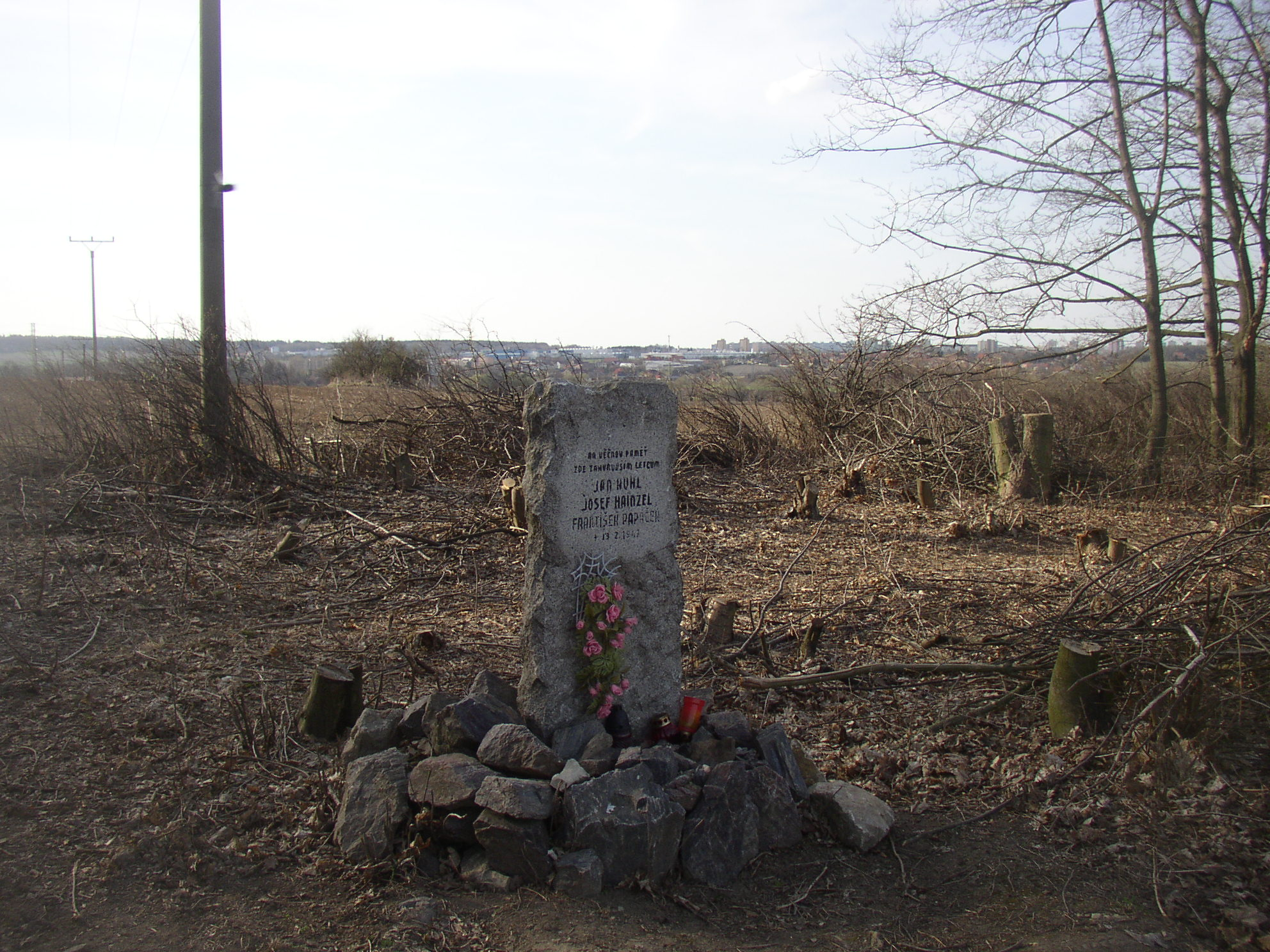
Pomníček letců